# Kaja Pereković
Katica Kaja Pereković (13. ožujka 1922., Gornji Bogićevci, pokraj Nove Gradiške, Savska banovina, Kraljevina SHS / Jugoslavija,  - 24. travnja 2010., Zagreb, Republika Hrvatska, ), dužnosnica ženske loze ustaškog pokreta, politička zatvorenica i bivša predsjednica Hrvatskog društva političkih zatvorenika.

## Djetinjstvo i mladost
Rođena je u obitelji Antuna (1903. - 1945.) i Marije Pereković, u Gornjim Bogićevcima, pokraj Nove Gradiške. U Božjakovini je završila poljoprivrednu školu, te se 1938. uključila u Veliko križarsko bratstvo. Na početku Drugog svjetskog rata i uspostave NDH bila je članica križarske organzacije, te je radila na seoskom imanju svojih roditelja, u rodnom selu Gornjim Bogićevcima.

## Drugi svjetski rat
Nakon donošenja Zakona o ustaškoj mladeži, većina članova križarskih organizacija je pristupila ustašama, te je Pereković bila izabrana za tabornicu tabora Okučani, te je na toj dužnosti ostala do siječnja 1942., kad je na poziv zapovjednice ženske ustaške mladeži Mire Vrljičak (rođ. Dugački) (1917. - 2004.) došla u Zagreb i preuzela dužnost izvjestitelja za dobrovoljnu radnu službu Ženske ustaške mladeži, te je napredovala do zamjenice zapovjednice Radne službe Ženske ustaške mladeži, te je na toj funkciji radila sve do povlačenja ustaša u Sloveniju, 6. svibnja 1945. godine. U zapovjedništvu je radila kao činovnica na urudžbenom zapisniku i vodila organizaciju dobrovoljne radne službe ustaške mladeži pa je tako vodila dva tečaja u Donjem Miholjcu i Đakovu. U povlačenju pred jedinicama JA, u svibnju 1945., zajedno sa svojom grupom je stigla do Klagenfurta, u Austriji, te su jedanaest dana proveli kod Engleza u sabirnom logoru Vetrinj (njem. Viktring) za jugoslavenske izbjeglice (srpske i crnogorske četnike, hrvatske domobrane i ustaše te slovenske bjelogardejce), da bi ih potom Englezi, 21. svibnja 1945., odlučili izručiti jugoslavenskim vlastima, te su na prijevaru, umjesto u saveznički logor u Udinama, u Italiji, preko Jesenica, kamionima su ih prevezli do Kranja i tamo ih predali jugoslavenskim partizanima. U povlačenju 1945. nestali su joj otac Antun i dva brata, Milan i Nikola, koji su bili pripadnici ustaške vojnice. Prilikom zarobljavanja u Sloveniji prošla je logore u Kranju i Šentvidu,  mučenja i ispitivana noću u zagrebačkim zatvorima na Novoj Vesi i Savskoj cesti. Iz Slovenije se vratila natrag u Zagreb i zaposlila kao kućna pomoćnica u svećeničkoj menzi u Vlaškoj ulici, u Zagrebu, gdje je radila sve do uhićenja, na ljeto 1945. godine.

## Politički progoni
Presudom Vojnog suda u Zagrebu, od 15. kolovoza 1945.godine, bila je osuđena na smrtnu kaznu strijeljanjem, jer je tijekom okupacije države bila rukovoditelj ustaške mladeži, radi aktivnog sudjelovanja u ustaškom pokretu i suradnje s odmetnicima poslije oslobođenja. Nakon zauzimanja mještana Gornjih Bogićevaca i velečasnog dr. Svetozara Rittiga kazna joj je ipak bila preinačena presudom Vrhovnog suda JA od 12. rujna 1945. godine, na dvadeset godina strogog zatvora. Nakon šest godina izdržane zatvorske kazne u kaznionicama u KPD Lepoglavi, Staroj Gradiški i Požegi puštena je na uvjetni otpust, te je živjela u obiteljskoj kući, u Zagrebu, koju je sagradila od prodane imovine naslijeđene iza pokojnog oca, koji je u međuvremenu proglašen mrtvim.
Ubrzo se po izlasku iz zatvora preko tadašnjeg partijskog funkcionara i privrednika Ante Todorića (* 1927.), ravnatelja Poljoprivredne škole u Božjakovini, pokraj Dugog Sela, zaposlila u Agrokombinatu, kao radnica, u radnoj organizaciji Posavina, u Zagrebu, Belju i Božjakovini. Nakon izdržane kazne zatvora, ostala je dosljedna ustaškoj ideologiji te je čak 1971., nakon pada hrvatskog proljeća i poslovnog sloma Agrokombinata, koji je doveo do uhićenja Ante Todorića u rujnu 1972., zbog optužbi za privredni (gospodarski) kriminal (privredne malverzacije i stvaranje crnih fondova) i nacionalizam, Kaja Pereković bila suosumnjičena da je pripadala nacionalističkoj grupaciji oko tada okrivljenog Ante Todorića u Agrokombinatu, ali pošto je Todorić bio oslobođen optužbi za nacionalizam (dok su optužbe za gospodarski kriminal ostale), optužbe su i protiv nje odbačene.
Umirovljena je 1979. godine, te je do demokratskih promjena u Hrvatskoj živjela sa sestrom i njezinim mužem, koji su bili invalidi, te im je pomagala.
Zbog sudjelovanja u ustaškom pokretu tijekom Drugog svjetskog rata, bila je okvalificirana kao član odnosno funkcionar ustaškog pokreta (rojnica ženske lože Ustaške mladeži), odnosno kao pripadnica jataka oružanih bandi (križara) te se kao takva nalazila pod stalnim operativnim nadzorom UDB-e / SDS-a, cijelo vrijeme jugoslavenskog komunističkog režima, do demokratskih promjena u Hrvatskoj 1990.

## Demokratske promjene u Hrvatskoj
Uspostavom samostalne Hrvatske pokrenula je organiziranu socijalnu pomoć za bivše političke zatvorenike iz Hrvatske i Bosne i Hercegovine, ali je zbog navodnog nenamjenskog trošenja prikupljenih sredstava bio na prijedlog dijela bivših članova udruge HDPZ, protiv nje pokrenut sudski postupak, koji je na kraju obustavljen zbog njezine smrti.
Potom je 17. veljače 1990. prisustvovala Osnivačkoj skupštini Hrvatskog društva političkih zatvorenika, koje je rješenjem Republičkog sekretarijata za pravosuđe i upravu od 29. ožujka 1990. upisano u Registar društvenih organizacija tadašnje SRH. Sudjelovala je iste godine na Saboru HDPZ, koji se održao na Ekonomskom fakultetu, na kojem je izabrana za predsjednicu Nadzornog odbora (NO) HDPZ-a, a za prvog predsjednika bio je izabran Marko Veselica. U to je vrijeme, kao utjecajna članica društva HDPZ-a, omogućila da Ante Todorić, 1993. godine, dobije status hrvatskog političkog zatvorenika, te mu se vrijeme koje je provedo u zatvoru računa kao dvostruki radni staž.
Kasnije je, na III. redovnom saboru udruge bila izabrana za predsjednicu udruge, dužnost koju je obnašala u tri uzastopna mandata (18. studenog 1995. - 15. rujna 2001.). Kao predsjednica udruge organizirala je Međunarodnu konferenciju u Opatiji, 1996., te je bila na čelu delegacije političkih zatvorenika na primanjima kod predsjednika Franje Tuđmana, 11. listopada 1996., zatim kod predsjednika Sabora Vlatka Pavletića, koji je sponzorirao obilježavanje spomen područja grobišta i nekadašnjih logora za potličke zatvorenike.

## Kontroverze
Tijekom njezinog mandata, zaredale su se optužbe jednog dijela članova, predvođenih Markom Veselicom i Đurom Pericom, za nenamjensko trošenje sredstava udruge, te isplaćivanje honorara, pa je bio vođen sudski postupak protiv Kaje Pereković, koji je obustavljen zbog njezine smrti. Nezadovoljni članovi predvođeni Đurom Pericom i Markom Veselicom, uslijed frakcijskih sukoba i neslaganja, 1997. godine osnivaju novu udrugu Hrvatsko društvo političkih zatvorenika i žrtava komunizma (HDPZ ž.k.), dok je Pereković, kao predsjednica HDPZ-a, nakon 3. siječnja 2000., nastavila ulaziti u ideološke polemike i verbalne sukobe s dužnosnicima Račanove Vlade prilikom komemoracija, te preko medija s ministrom Matom Crkvencom zbog njegove navodne izjave kako se Vlada spremala "udariti na povlaštene mirovine", gdje je posebno bio označio političke zatvorenike. Ulazila je i u polemike s Ivanom Fumićem te ostalim predstavnicima Saveza antifašističkih boraca i antifašista RH (SABA).Uslijedio je VI. redovni sabor udruge HDPZ, koji se održao 15. rujna 2001., na kojem je smijenjena Kaja Pereković, te je izabrano novo vodstvo s Jurom Knezovićem (1942.-2015.) na čelu, koji je u bivšem sustavu, kao maloljetnik bio osuđen na tri i pol godine zatvora, koji je odslužio u KPD Zenici.
Iako je u razdoblju Drugog svjetskog rata djelovala kao pristaša ustaškog pokreta i aktivno sudjelovala u režimu NDH, nije iskazivala žaljenje ili pokajanje, već je do smrti ostala vjerna idealima iz tog razdoblja. U svom je političkom radu, nakon demokratskih promjena, blisko je surađivala s fra Nikolom Bašnecom, Nikolom Bićanićem, mons. dr. Milom Bogovićem, fra Ivom Brkovićem, mons. Josipom Devčićem, fra Tomislavom Dukom, Vladimirom Fučekom, Milivojem Kujundžićem, Želimirom Kužatkom, fra Vjekoslavom Lasićem, Alfredom Obranićem, Antom Pocrnjom, Zvonimirom Šeparovićem, Antom Todorićem i drugima.
Proglašena je za počasnu građanku grada Požege 12. listopada 1996. godine.

Nositeljica je odlikovanja Red Stjepana Radića Republike Hrvatske za zasluge i stradanje u borbi za nacionalna i socijalna prava i razvitak hrvatskog naroda.
Umrla je 24. travnja 2010., u Zagrebu. Pokopana je 28. travnja 2010., na zagrebačkom gradskom groblju Miroševac.

## Citat
U dodatku Naše robijanje - Hrvatske žene u komunističkim zatvorima - okovane golubice, Zagreb, 2004. str. 425 stoji:
- Na kazne od 10 do 20 godina osuđeno je 375 ženskih osoba na 5.084 godina zatvora.

- Na kazne od 5 do 10 godina zatvora osuđeno je 487 ženskih osoba na 2.970 godina zatvora.

- Na kazne do 5 godina zatvora osuđeno je 2.154 ženskih osoba na 4.237 godina zatvora.

- Ukupno osuđenih ženskih osoba 3.016 na 12.291 godinu zatvora ili 4.506.205 dana.

## Djela
Naše robijanje - Hrvatske žene u komunističkim zatvorima - okovane golubice, Zagreb, 2004.